# トルコグランプリ

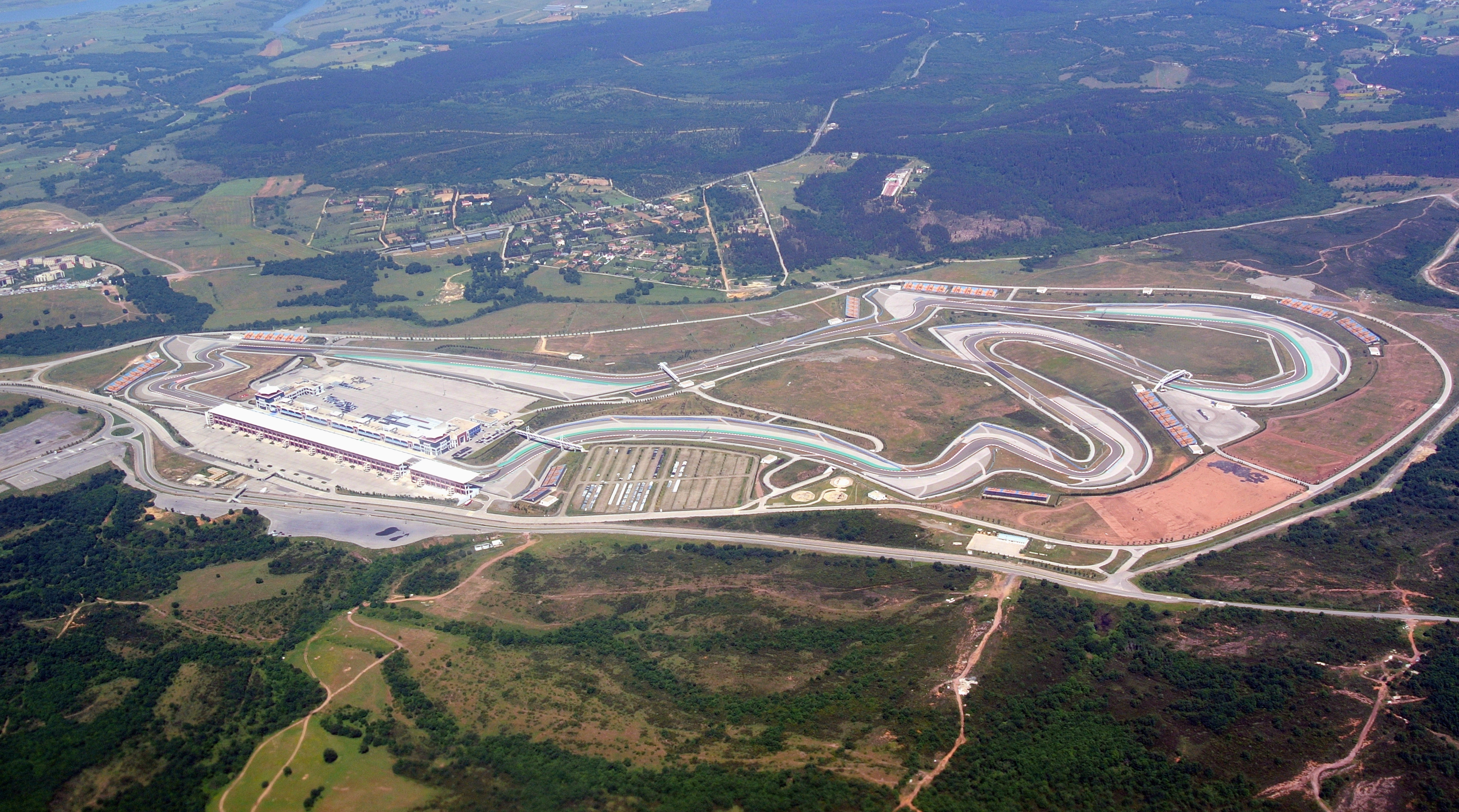
イスタンブール・パーク（空撮）

'トルコグランプリ（トルコGP, Turkish Grand Prix）は、トルコ国内で行われていたF1世界選手権のレースの1つである。

## 概要
2005年に初開催され、後述の理由により、2011年を最後にF1の開催カレンダーから外された。だが、2020年に新型コロナウイルス感染症の世界的流行を受けて多数のレースが中止に追い込まれたのを補う形で9年ぶりに開催。2021年も同様の理由で開催された。ただし、2022年以降のカレンダーからは脱落しており、2021年の開催が最後となっている。
初開催から使用されているイスタンブール・パークは、2000年代に新設されたサーキットと同様、ヘルマン・ティルケの設計であるが、高低差もさる事ながら起伏の変化が大きく、難易度の高いレイアウトに仕上がったことから、ティルケの設計の中でもオーバーテイクのポイントが多いサーキットとなっている。

## 特筆すべきレース
- 2005年

ルノーのフェルナンド・アロンソとのチャンピオンシップポイント差を26点ビハインドで迎えたマクラーレンのキミ・ライコネンはポールポジションからスタートするも、ルノーのジャンカルロ・フィジケラにスタート直後に交わされた。しかし1周目の12コーナー手前でフィジケラをで追い越すとそのまま独走態勢に入り、中盤以降はチームメイトのファン・パブロ・モントーヤと1-2体制を築いた。しかし、レース終盤にモントーヤがジョーダンのティアゴ・モンテイロと接触した影響からコースアウトする間に、アロンソが2位を奪い返し、チャンピオンシップ争いの「失点」を最小限に食い止めることに成功した。また、予選においては、B・A・Rのジェンソン・バトンと佐藤琢磨が8コーナーでのコースアウトにより大きくタイムロス、フェラーリのミハエル・シューマッハやザウバーのジャック・ヴィルヌーヴはスピンを喫するなどの波乱やレース中に多くの追い越しシーンが見られた。この為、この年のベスト・レースの1つにあげる声が多く聞かれた。
- 2006年 - 2008年

2006年から2008年までフェラーリのフェリペ・マッサが3連覇をマッサの得意のポール・トゥ・ウィンできめた。マッサが得意としてるサーキットと言える。マッサが3連覇を達成した際のインタビューでは『これで永住権をもらえるかね。』と笑顔でジョークを語った。
- 2020年

雨の中行われた予選は、ランス・ストロール（レーシング・ポイント）が自身初のポールポジションを獲得した一方、この年圧倒的な差を見せていたメルセデス勢がルイス・ハミルトン6番手、バルテリ・ボッタス9番手に沈んだ。決勝は開始前の降雨によりウエットレースで行われ、前半はストロールとセルジオ・ペレスのレーシング・ポイント勢がリードするが、ハミルトンが抜群のタイヤマネージメントによって首位に立ってからは独走でレースを制し、4年連続7回目のドライバーズチャンピオンを決定させた。

## 2006年の表彰式問題
2006年の表彰式のプレゼンターに、国際的に承認されていない北キプロス・トルコ共和国の大統領メフメト・アリ・タラートが起用され、国際映像の字幕で彼を同国の大統領と表示したことで、政治的中立を保つべきF1グランプリを政治利用したとしてFIAは主催者側に500万ドルの罰金を科すことを決めた。
翌2007年の世界ツーリングカー選手権では、同サーキットで開催予定だったトルコでのレースがシーズン開幕直前にFIAによって突然キャンセルされている。これは理由の告知が全くない異例のもので、この表彰台での一件に関するトルコ側の対応が不満視されたためと見られている。
その後、F1興行面を取り仕切るバーニー・エクレストンがイスタンブール・パークを買収、2021年までのF1開催保証をした。しかし契約金の交渉で決裂したため2012年のF1レースの開催カレンダーから外れることとなった。ジャーナリストのサイモン・アロンはカーグラフィック誌連載のコラムで、2006年以降は赤字だったこと、また表彰式問題でエクレストンの心証は（行動とは裏腹に）非常に悪かったと指摘している。

## 過去のレース結果
| 年          | 決勝日     | ラウンド   | サーキット     | 勝者                   | コンストラクター        | 結果       |
| ----------- | ---------- | ---------- | -------------- | ---------------------- | ----------------------- | ---------- |
| 2005        | 08月21日   | 14         | イスタンブール | キミ・ライコネン       | マクラーレン-メルセデス | 詳細       |
| 2006        | 08月27日   | 14         | イスタンブール | フェリペ・マッサ       | フェラーリ              | 詳細       |
| 2007        | 08月26日   | 12         | イスタンブール | フェリペ・マッサ       | フェラーリ              | 詳細       |
| 2008        | 05月11日   | 5          | イスタンブール | フェリペ・マッサ       | フェラーリ              | 詳細       |
| 2009        | 06月07日   | 7          | イスタンブール | ジェンソン・バトン     | ブラウン-メルセデス     | 詳細       |
| 2010        | 05月30日   | 7          | イスタンブール | ルイス・ハミルトン     | マクラーレン-メルセデス | 詳細       |
| 2011        | 05月08日   | 4          | イスタンブール | セバスチャン・ベッテル | レッドブル-ルノー       | 詳細       |
| 2012 - 2019 | 開催されず | 開催されず | 開催されず     | 開催されず             | 開催されず              | 開催されず |
| 2020        | 11月15日   | 14         | イスタンブール | ルイス・ハミルトン     | メルセデス              | 詳細       |
| 2021        | 10月10日   | 16         | イスタンブール | バルテリ・ボッタス     | メルセデス              | 詳細       |
| 出典:       |            |            |                |                        |                         |            |

## 優勝回数
複数回勝利を挙げた者のみ対象とする。

### ドライバー
| 回数  | ドライバー         | 優勝年           |
| ----- | ------------------ | ---------------- |
| 3     | フェリペ・マッサ   | 2006, 2007, 2008 |
| 2     | ルイス・ハミルトン | 2010, 2020       |
| 出典: |                    |                  |

- 太字は2025年のF1世界選手権に参戦中のドライバー。

### コンストラクター
| 回数  | コンストラクター | 優勝年           |
| ----- | ---------------- | ---------------- |
| 3     | フェラーリ       | 2006, 2007, 2008 |
| 2     | マクラーレン     | 2005, 2010       |
| 2     | メルセデス       | 2020, 2021       |
| 出典: |                  |                  |

- 太字は2025年のF1世界選手権に参戦中のコンストラクター。

### エンジン
| 回数  | メーカー   | 優勝年                       |
| ----- | ---------- | ---------------------------- |
| 5     | メルセデス | 2005, 2009, 2010, 2020, 2021 |
| 3     | フェラーリ | 2006, 2007, 2008             |
| 出典: |            |                              |

- 太字は2025年のF1世界選手権に参戦中のメーカー。

1. ↑  2005年はイルモアが製造。